# NGC 3073
NGC 3073 (другие обозначения — UGC 5374, MCG 9-17-7, MK 131, ZWG 265.54, ZWG 266.6, PGC 28974) — галактика в созвездии Большая Медведица.
Этот объект входит в число перечисленных в оригинальной редакции «Нового общего каталога».
Галактика NGC 3073 входит в состав группы галактик NGC 3079. Помимо NGC 3073 в группу также входят NGC 3079, UGC 5421, UGC 5421, UGC 5479, UGC 5459 и UGC 5460.